# 윤두서
윤두서(尹斗緖, 1668년 6월 28일(음력 5월 20일)∼1715년 12월 21일(음력 11월 26일))는 조선시대의 화가이다. 자는 효언, 호는 공재·종애, 본관은 해남이다. 그의 생전 주요 거주지는 한성과 전라도 해남이었다.

## 윤두서
윤선도의 증손이며, 윤이후의 넷째아들이다 숙종 때(26세) 진사에 급제하였다. 당쟁이 심하던 시기였기에 출사하지 않고 학문에 전념하며 시서화로 생애를 보냈다. 글씨와 그림에 능하였는데, 특히 인물·동식물 등의 그림에 뛰어났다. 조선 후기의 화단의 선구자로 지목받으며, 현재 심사정(玄齋 沈師正)·겸재 정선(謙齋 鄭歚)과 함께 조선의 ‘3재(三齋)’라 불린다. 작품으로 〈노승도〉, 〈산수도〉, 〈자화상〉 등이 있다. 서화뿐만 아니라 유학, 천문지리, 수학, 병법 등 각 방면에 능통한 실학적인 태도는 가풍으로 전해졌다.

## 작품 이미지

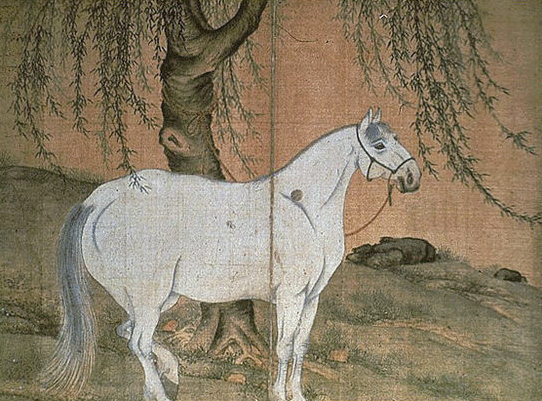
《유하백마도》
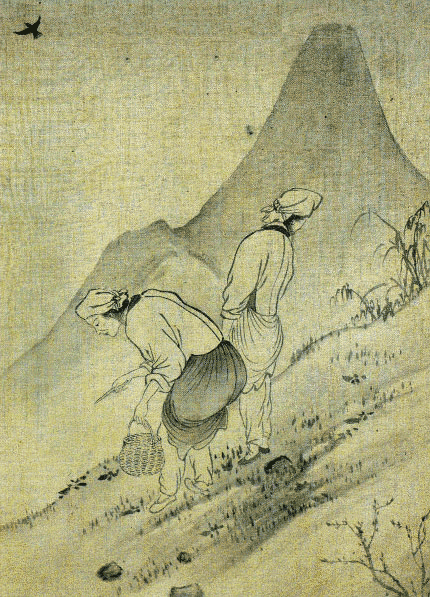
《나물 캐는 여인》
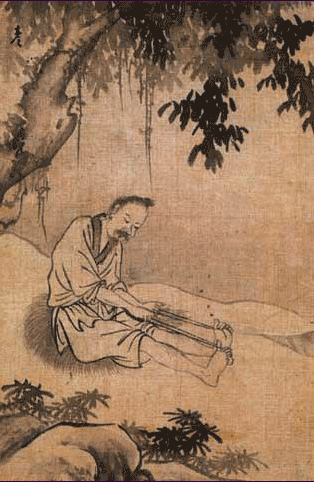
《짚신 짜는 노인》
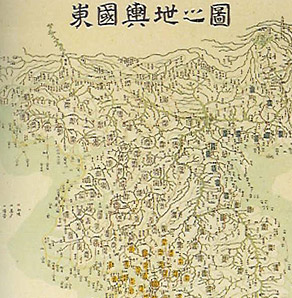
《동국여지지도》
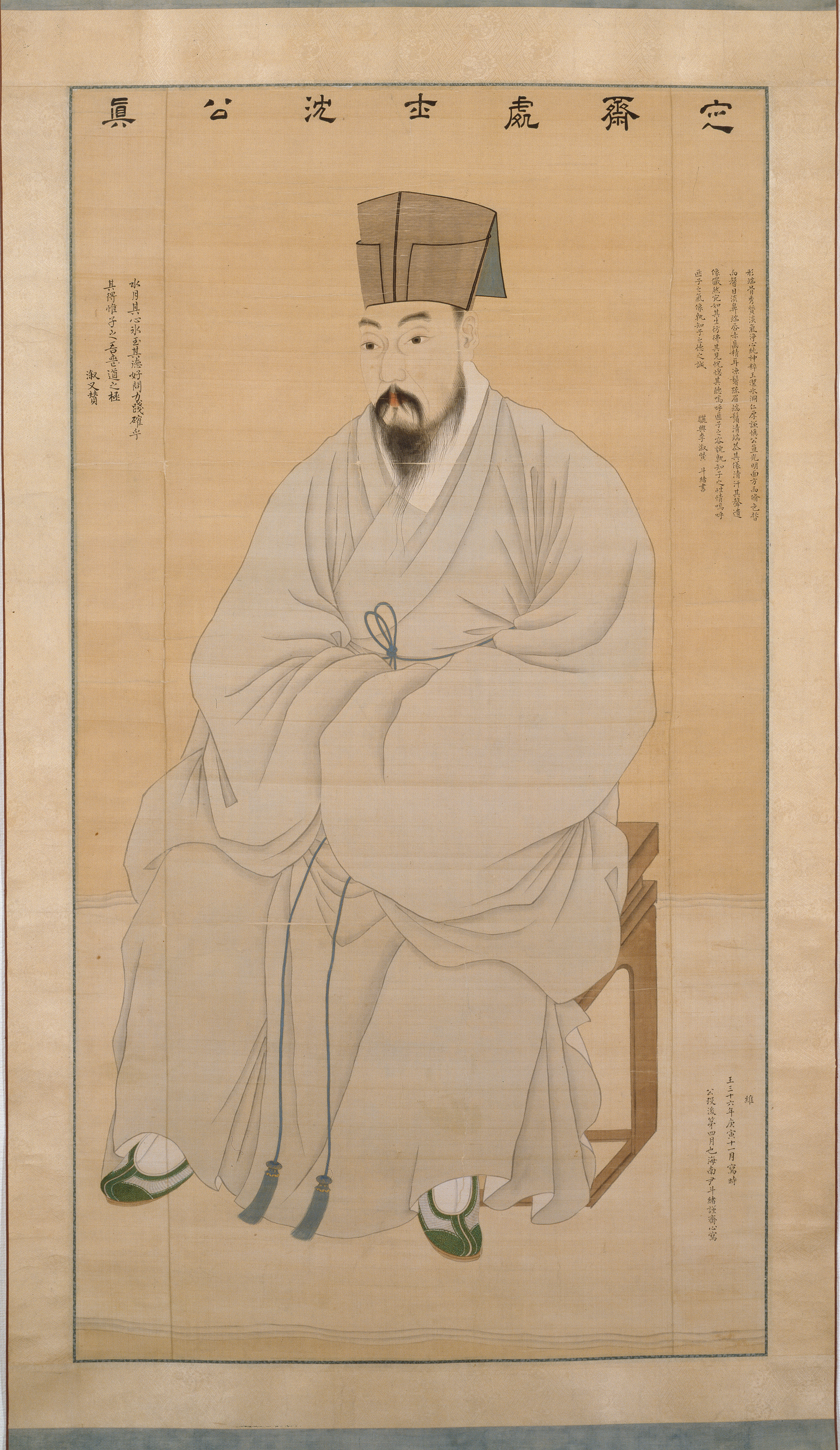
보물 제1488호 《심득경 초상》
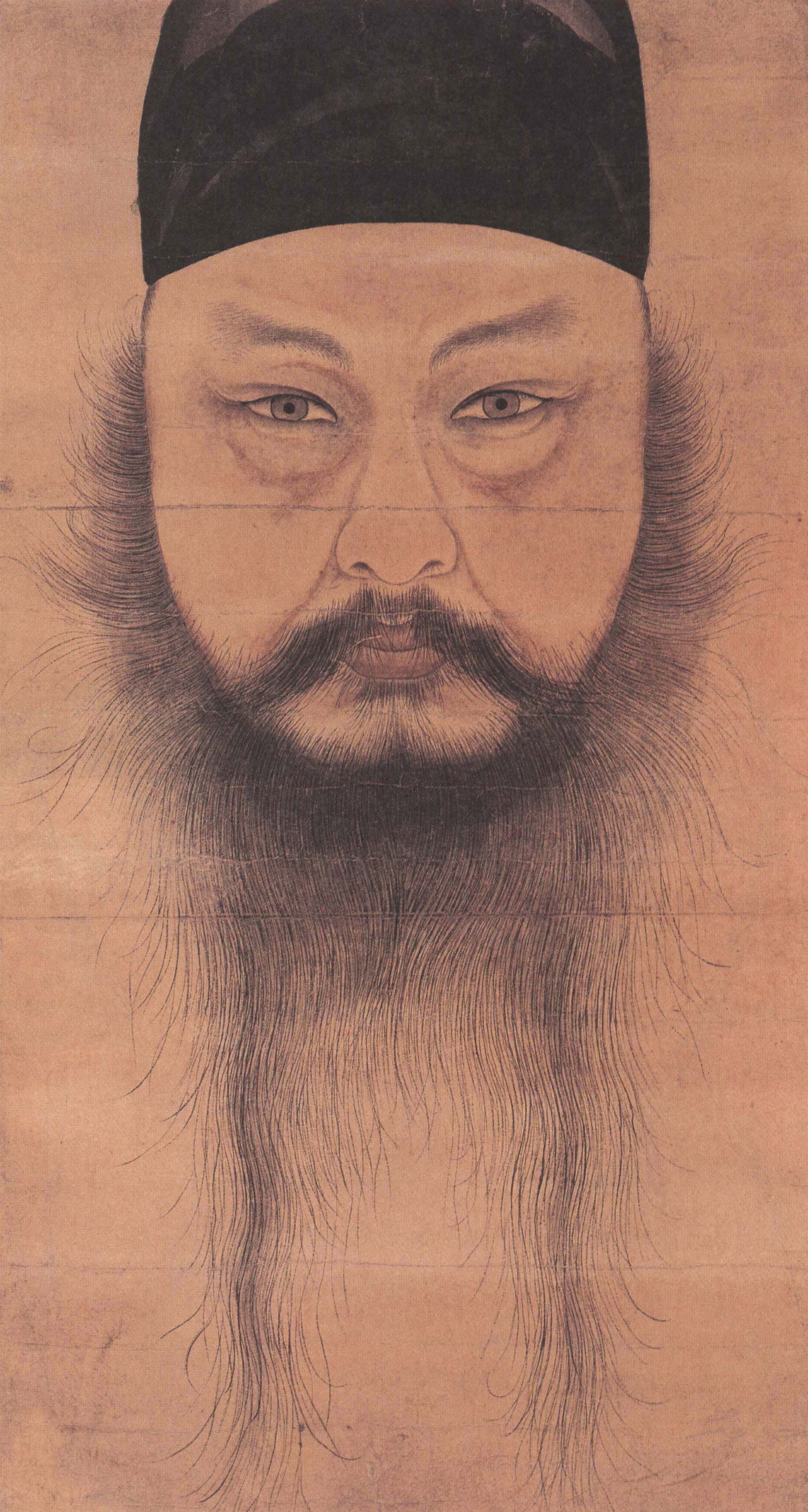
《윤두서 자화상》

### 지도

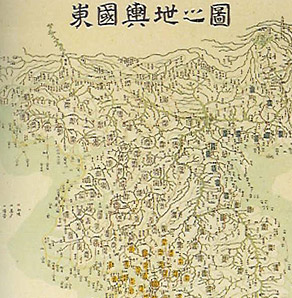
《동국여지지도》

풍수에 대한 관심으로 <동국여지지도>, <일본여도> 등 회화식 지도를 만들었다.

### 화보
<고씨화보>, <당시화보>와 같은 다양한 화보를 통해 남종화 및 작화 방법론의 유행에 선구적인 역할을 하게 된다.

## 문화재
- 윤두서 자화상 - 대한민국 국보 제240호
- 심득경 초상 - 대한민국 보물 제1488호

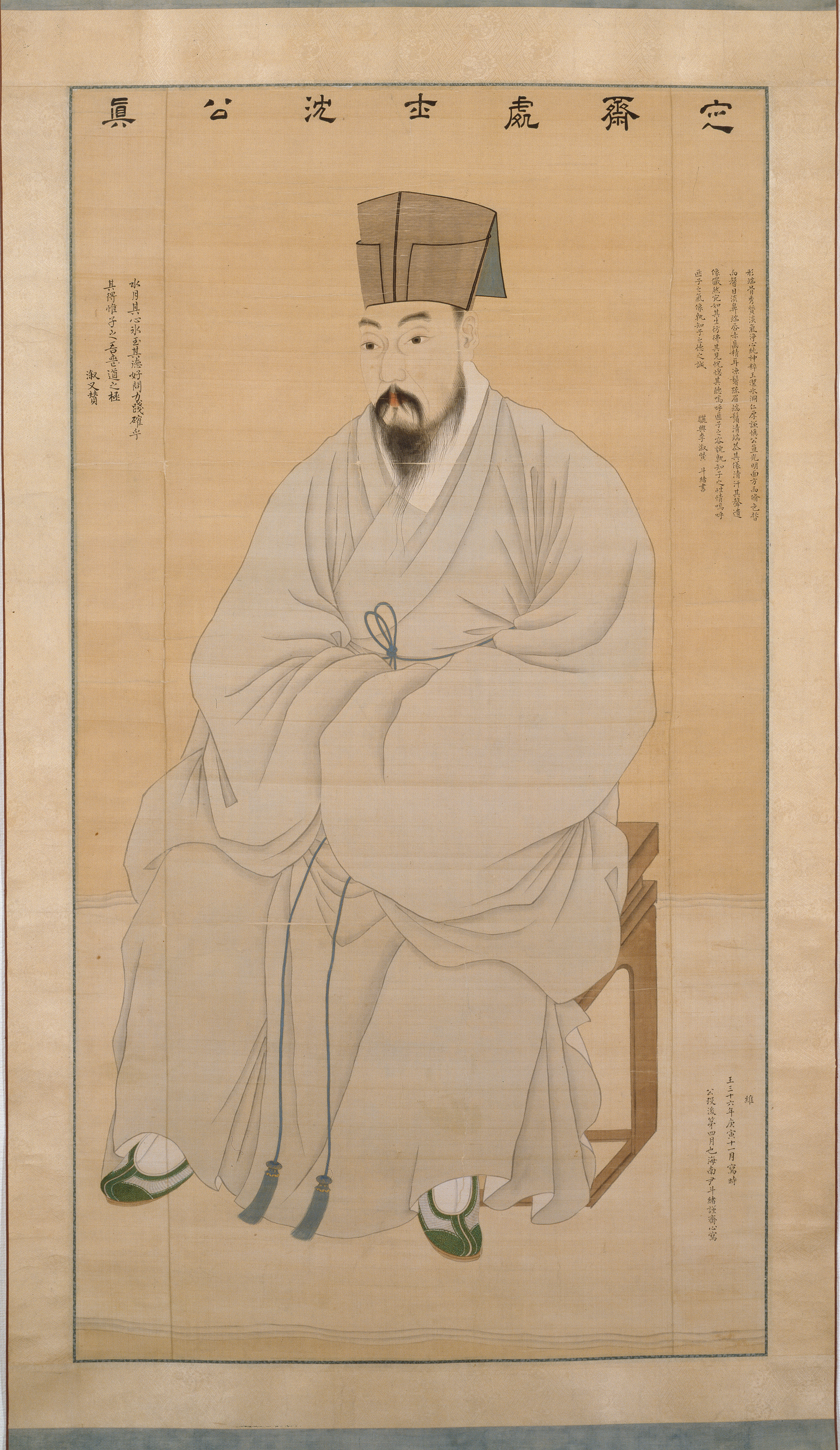
보물 제1488호 《심득경 초상》

- 해남윤두서고택 - 대한민국 중요민속문화재 제232호

## 가계도[1][2]
윤두서는 윤선도의 셋째 아들 윤예미의 아들 윤이후의 넷째 아들로 태어난 직후 종손 윤이석의 아들로 입적되었다.
- 증조부 : 윤선도(尹善道)
  - 할아버지 : 윤인미(尹仁美)
    - 아버지 : 윤이석(尹爾錫) - 종친부 전부
    - 어머니 : 청송 심씨 - 심광사(沈光泗, 1620년 ~ 1671년)의 딸, 남인 산림 청안군 심광수(靑安君 沈光洙, 1598년 ~ 1662년)의 조카, 이조판서 청송군 심액(靑松君 沈詻, 1571년 ~ 1654년)의 손녀
      - 부인 : 전주 이씨 (실학자 이수광의 증손녀)
        - 장남 : 윤덕희(尹德熙, 1685년 ~ 1776년) - 조선의 화가이다.
          - 손자: 윤용(尹愹, 1708년 ~ 1740년) - 조선의 화가이다.

        - 차남: 윤덕렬(尹德烈, 1698년 ~ 1745년)[3]
          - 손녀 : 윤소온(尹小溫, 1728년 ~ 1770년) ↔ 정재원(丁載遠, 1730년 ~ 1792년)과 결혼
            - 외증손자 : 정약전(丁若銓, 1758년 ~ 1816년)
            - 외증손자 : 정약종(丁若鍾, 1760년 ~ 1801년)
            - 외증손자 : 정약용(丁若鏞, 1762년 ~ 1836년)

      - 외육촌 : 심득경(沈得經, 1673년 ~ 1710년) - 이조판서 심단(沈檀, 1645년 ~ 1730년)의 차남, 윤선도의 사위 심광면(沈光沔, 1622년 ~ 1647년)의 손자

  - 외조부 : 심광사(沈光泗, 1620년 ~ 1671년) - 종친부 전부를 지내고 이조참판에 추증됨, 이조판서 청송군 심액(靑松君 沈詻)의 차남, 청계부원군 심우승(靑溪府院君 沈友勝, 1551년 ~ 1602년)의 손자
- 외증조부 : 심액(沈詻, 1571년 ~ 1654년) - 이조판서 · 판의금부사 · 청송군(靑松君)

## 관련 전시 이력
- 국립광주박물관 특별전시로 공재恭齋 윤두서尹斗緖(1668~1715) 서거 300주년을 기념하여 “공재 윤두서 서거 300년” 특별전을 하고 있으며, 이번 전시에서 창립 50주년을 맞은 광주MBC, 윤두서 집안의 본가인 해남 녹우당綠雨堂과 공동으로 개최하였다.(특별전 <공재 윤두서>, 2014.10.21.~2015.01.18.)[4]

## 같이 보기
- 한국화
- 한국의 화가 목록
- 한국의 미술